# کارستن کونو
کارستن کونو (انگلیسی: Karsten Konow; ۱۶ فوریهٔ ۱۹۱۸ – ۱۰ ژوئیهٔ ۱۹۴۵) قایقران، و قایقران قایق بادبانی اهل نروژ بود.